# Seznam belgijskih fotomodelov
Seznam belgijskih fotomodelov.

## B
- Delfine Bafort

## C
- Brigitta Callens
- Annelien Coorevits
- Elise Crombez

## D
- Véronique De Kock
- Joyce De Troch
- Tanja Dexters

## H
- Zsofi Horvath
- Phaedra Hoste

## K
- Hannelore Knuts

## L
- Anouk Lepère

## M
- Stephanie Meire

## N
- Aurélie Neukens
- Tom Nuyens

## P
- Kim Peers
- Ellen Petri
- Kelly Pfaff

## S
- Ingrid Seynhaeve
- Tatiana Silva

## T
- Julie Taton
- Dina Tersago
- Annelies Törös

## V
- Jessica van der Steen
- Joke Van De Velde
- Ann Van Elsen